# Nikola Milenković
Nikola Milenković (en serbi: Никола Миленковић; Belgrad, 12 d'octubre de 1997) és un futbolista professional serbi, que actualment juga com a defensa al conjunt anglès del Nottingham Forest FC. És internacional amb la selecció Sèrbia.